# Dinastía Seuna
La dinastía Seuna (en canarés: ಸೇವುಣರು, en maratí: देवगिरीचे यादव), conocida también como los yadavas de Devagiri (850-1317) fue una dinastía medieval india, que en su máximo apogeo gobernaba una parte del reino de Tungabhadra, incluyendo lo que actualmente son los estados de Maharashtra, el norte de Karnataka y parte de Madhya Pradesh, donde se encontraba su capital Devagiri (actualmente Daulatabad). Los yadavas gobernaron inicialmente como feudatarios del imperio de los chalukya occidentales (antes de 850-1173) y cuando el poder de los chalukyas decayó, en la segunda mitad del siglo XII, declararon su independencia y gobernaron casi siglo y medio de forma independiente (1173-1317).

## Etimología
La dinastía Seuna fue reclamada por los yadavas y por tanto, sus reyes son a menudo conocidos como los «yadavas de Devgiri». El nombre correcto de la dinastía, aun así, es Seuna o Sevuna. El nombre deriva probablemente del nombre de su segundo gobernante, Seunachandra.
Los «Sevuna» (o Seuna) fueron descritos en la antigüedad por John Faithfull Fleet en su libro Dynasties of the Kanarese districts of the Bombay Presidency from the earliest historical times to the Musalman conquest.

## Origen
El primer gobernante histórico de la dinastía Seuna/Yadava puede datarse a mediados del siglo IX, pero el origen de la dinastía es incierto. Poco se sabe sobre su historia temprana: Jemadri Pandit (siglo XIII-1309), primer ministro y poeta del reino yadava, registra los nombres de los primeros gobernantes de la familia, pero su información sobre los gobernantes anteriores al siglo XII a menudo es incompleta e inexacta.
La dinastía reclamaba su descendencia de Yadu, un héroe mencionado en las leyendas puránicas. Según ese relato, encontrado en Vratakhanda de Hemadri, así como en varias inscripciones, sus antepasados habrían residido originalmente en Mathura, y luego emigrarían a Dvaraka (Dvaravati) en el actual estado de Gujarat. Una leyenda mitológica jainista afirma que el santo jainista Jainaprabhasuri salvó a la madre embarazada del fundador de la dinastía, Dridhaprahara, de un gran incendio que destruyó Dvaraka. Una familia feudataria a los yadavas emigró de Vallabhi (también en el actual Gujarat) a Khandesh. Pero por lo demás, no hay ninguna evidencia histórica que corrobore su conexión con Dvaraka. La dinastía nunca intentó conquistar Dvaraka, ni establecer conexiones políticas o culturales con esa región. Sus gobernantes comenzaron a afirmar ser descendientes de Yadu y migrantes de Dvaraka después de hacerse políticamente prominentes. Dvaraka se asoció con los descendientes de Yadu, y el reclamo de la dinastía de su conexión con esa ciudad puede ser simplemente el resultado de su reivindicación de su descendencia de Yadu en lugar de su origen geográfico real. Las hoysalas, los vecinos del sur de la dinastía, igualmente reclamaron esa descendencia de Yadu y afirmaron ser los antiguos señores de Dvaraka.
El territorio de los primeros gobernantes yadavas se encontraba en la actual Maharashtra, y varios estudiosos (especialmente los historiadores de Maharashtra) han afirmado un origen «maratha» de la dinastía. Sin embargo, el marathi, el idioma actual de Maharashtra, solamente comenzó a aparecer como idioma dominante en las inscripciones de la dinastía en el siglo XIV, antes de que el kannada y el sánscrito fueran el idioma principal de sus inscripciones. El maratí aparece en unas doscientas inscripciones yadavas, pero generalmente como una traducción o adición al texto kannada o sánscrito. Durante el último medio siglo del gobierno de la dinastía, se convirtió en el lenguaje dominante de la epigrafía, lo que puede haber sido el resultado de los intentos de los yadavas de conectar con sus súbditos de habla marathi y de distinguirse de los hoysalas que hablaban kannada. La primera instancia de los yadavas que usan el término «maratha» como una designación propia aparece en una inscripción de 1311 que registra una donación al templo de Pandharpur, hacia el final del gobierno de la dinastía.
La evidencia epigráfica sugiere que la dinastía probablemente surgió de un contexto de habla kannada. Se han descubierto alrededor de quinientas inscripciones yadavas, y el kannada es el idioma más común en ellas, seguido del sánscrito. De las inscripciones encontradas en el actual Karnataka (siendo la más antigua del reinado de Bhillama II), la mayoría están en idioma y escritura kannada; otras están en el idioma Kannada pero usan la escritura devanagari. Las inscripciones más antiguas de Karnataka también atestiguan la existencia de feudatarios yadavas (como «Seunas de Masavadi») en la región de Dharwad en el siglo IX, aunque esos feudatarios no pueden relacionarse con la línea principal de la dinastía con certeza. Muchos de los gobernantes de la dinastía tenían nombres y títulos en kannada como «Dhadiyappa», «Bhillama», «Rajugi», «Vadugi» y «Vasugi» y «Kaliya Ballala». Algunos reyes tenían nombres como «Simhana» (o «Singhana») y «Mallugi», que también fueron utilizados por los Kalachuris de Kalyani, que gobernaron en la actual Karnataka. Los registros muestran que uno de los primeros gobernantes, Seunachandra II, tenía un título de Kannada, Sellavidega. Los gobernantes tuvieron relaciones matrimoniales muy cercanas con las familias reales de habla kannada a lo largo de su gobierno. Bhillama II se casó con Lachchiyavve, familia descendiente en Karnataka. Vaddiga estaba casado con Vaddiyavve, hija del soberano rashtrakuta. Las esposas de Vesugi y Bhillama III eran princesss de los chalukyas. Las primeras monedas de Seuna también tenían leyendas kannadas grabadas en ellas lo que indica que era un lenguaje de la corte. Los primeros yadavas pueden haber emigrado hacia el norte debido a la situación política en la región de Deccan, o pueden haber sido enviados por sus señores Rashtrakuta para gobernar las regiones del norte.

## Historia política

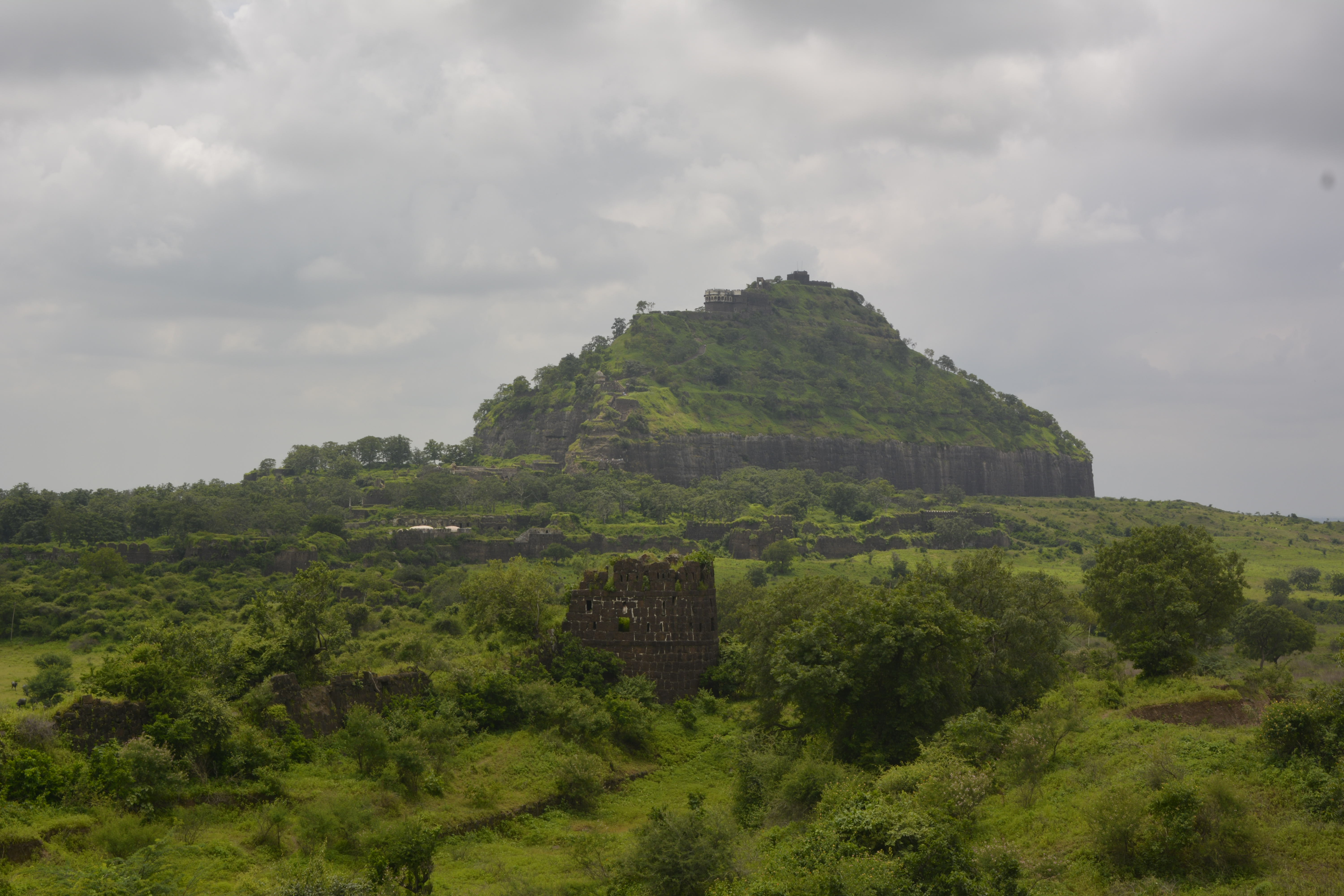
La colina de Devagiri, la capital de los yadavas

### Como feudatarios
El primer gobernante de la dinastía del que hay constancia histórica es Dridhaprahara (r. ca. 860-880), de quien se dice que estableció la ciudad de Chandradityapura (moderna Chandor). Probablemente adquirió fama al proteger a la gente de la región de Khandesh de los asaltantes enemigos, en medio de la inestabilidad provocada por la guerra pratihara-rashtrakuta.
El hijo y sucesor de Dridhaprahara fue Seunachandra (r. ca. 880-900), después de quien la dinastía se llamaba Seuna-vamsha (IAST: Seuṇa-vaṃśa) y su territorio se llamaba Seuna-desha. Probablemente se convirtió en un feudatario del imperio rashtrakuta después de ayudar a los rashtrakutas contra sus vecinos del norte, los Paramaras. Estableció una nueva ciudad llamada Seunapura (posiblemente moderna Sinnar).
No hay mucha información disponible sobre los sucesores de Seunachandra: Dhadiyappa (o Dadhiyappa), Bhillama I y Rajugi (o Rajiga), que gobernaron durante c. 900-950. El siguiente gobernante Vandugi (también Vaddiga I o Baddiga) elevó el estatus político de la familia al unirse con la familia imperial Rashtrakuta. Se casó con Vohivayya, una hija de Dhorappa, que era un hermano menor del emperador Rashtrakuta Krishna III. Vandugi participó en las campañas militares de Krishna, lo que puede haber favorecido un aumento de su feudo, aunque esto no se sabe con certeza.
Poco se sabe también sobre el siguiente gobernante, Dhadiyasa (r. ca. 970-985). Su hijo Bhillama II reconoció la soberanía del gobernante Chalukya Tailapa II, quien derrocó a los rashtrakutas. Como defensor de los chalukyas, jugó un papel importante en la victoria de Tailapa sobre el rey paramara Munja. Bhillama II fue sucedido por Vesugi I (rc 1005-1025), quien se casó con Nayilladevi, la hija de un chalukya feudatario de Gujarat. El siguiente gobernante Bhillama III es conocido por su inscripción en la beca Kalas Budruk. Se casó con Avalladevi, una hija del rey chalukya Jayasimha II, como atestigua una inscripción en Vasai. Pudo haber ayudado a su suegro Jayasimha y a su cuñado Someshvara I en sus campañas contra el rey paramara Bhoja.
Por razones desconocidas, el poder de los yadavas parece haber disminuido en la siguiente década, durante los reinados de Vesugi II (alias Vaddiga o Yadugi) y Bhillama IV. El siguiente gobernante fue Seunachandra II, quien, según los registros yadavas, restauró la fortuna de la familia al igual que el dios Hari había restaurado las fortunas de la tierra con su encarnación varaha. Seunachandra II parece haber ascendido al trono alrededor de 1050, como atestigua la inscripción de Deolali de 1052. Llevaba el título feudatario Maha-mandaleshvara y se convirtió en el señor soberano de varios subfeudatarios, incluida una familia de Khandesh. Una inscripción de 1069 indica que tenía un ministerio de siete oficiales, todos los cuales tenían títulos de alto abolengo. Durante su mandato, el reino de los chalukyas vivió una guerra de sucesión entre los hermanos Someshvara II y Vikramaditya VI. Seunachandra II apoyó a Vikramaditya (quien finalmente tuvo éxito), y subió a la posición de Maha-mandaleshvara. Su hijo Airammadeva (o Erammadeva, r. ca 1085-1105), que lo había ayudado contra Someshvara II, lo sucedió. La reina de Airammadeva fue Yogalla, pero poco más se sabe sobre su reinado. Una inscripción en Asvi lo acredita por ayudar a colocar a Vikramaditya en el trono de los chalukyas.
Airammadeva fue sucedido por su hermano Simhana I (r. ca 1105-1120). Los registros yadavas afirman que ayudó a su señor Vikramaditya VI a completar el ritual Karpura- vrata, para obtener de él un elefante Karpura. Una inscripción de 1124 menciona que estaba gobernando la provincia Paliyanda (identificada como el área alrededor de la moderna Paranda). La historia de la dinastía en los siguientes cincuenta años es oscura. La inscripción Anjaneri de 1142 atestigua el gobierno de una persona llamada Seunachandra, pero los registros de la dinastía de Hemadri no mencionan ningún Seunachandra III. El historiador R.G. Bhandarkar hipotetizó que este Seunachandra pudo haber sido un subfeudatario de los yadavas.
El siguiente gobernante conocido como Mallugi (r. ca. 1145-1160) fue un fiel defensor del rey chalukya Tailapa III. Extendió su territorio capturando Parnakheta (Patkhed moderno en el distrito de Akola). Los registros yadavas afirman que se apoderó de los elefantes del rey de Utkala, pero no proporcionan ningún detalle. También asaltó el reino del gobernante kakatiya Rudra, pero en esa campaña no obtuvo ningún beneficio territorial. Mallugi fue sucedido por su hijo mayor Amara-gangeya, quien fue sucedido por su hijo Amara-mallugi (alias Mallugi II). El siguiente gobernante Kaliya-ballala, cuya relación con Mallugi es desconocida, probablemente fue un usurpador. Fue sucedido por Bhillama V alrededor de 1175.

### Levantamiento como poder soberano

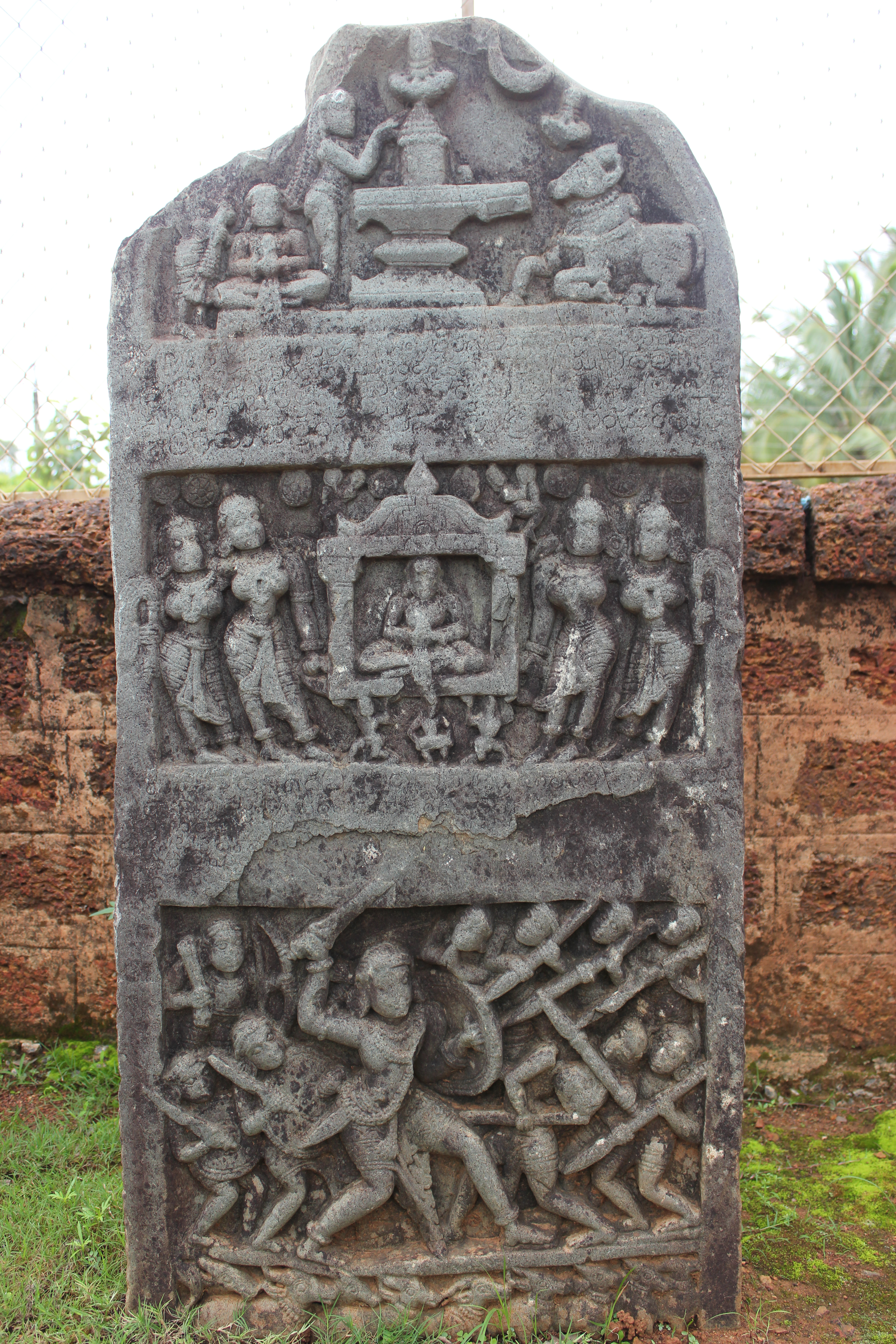
Héroe de piedra con inscripción en kannada antiguo fechada en 1235, del gobierno del rey yadava Simhana II en Kubetur, Soraba Taluk, distrito de Shimoga, estado de Karnataka

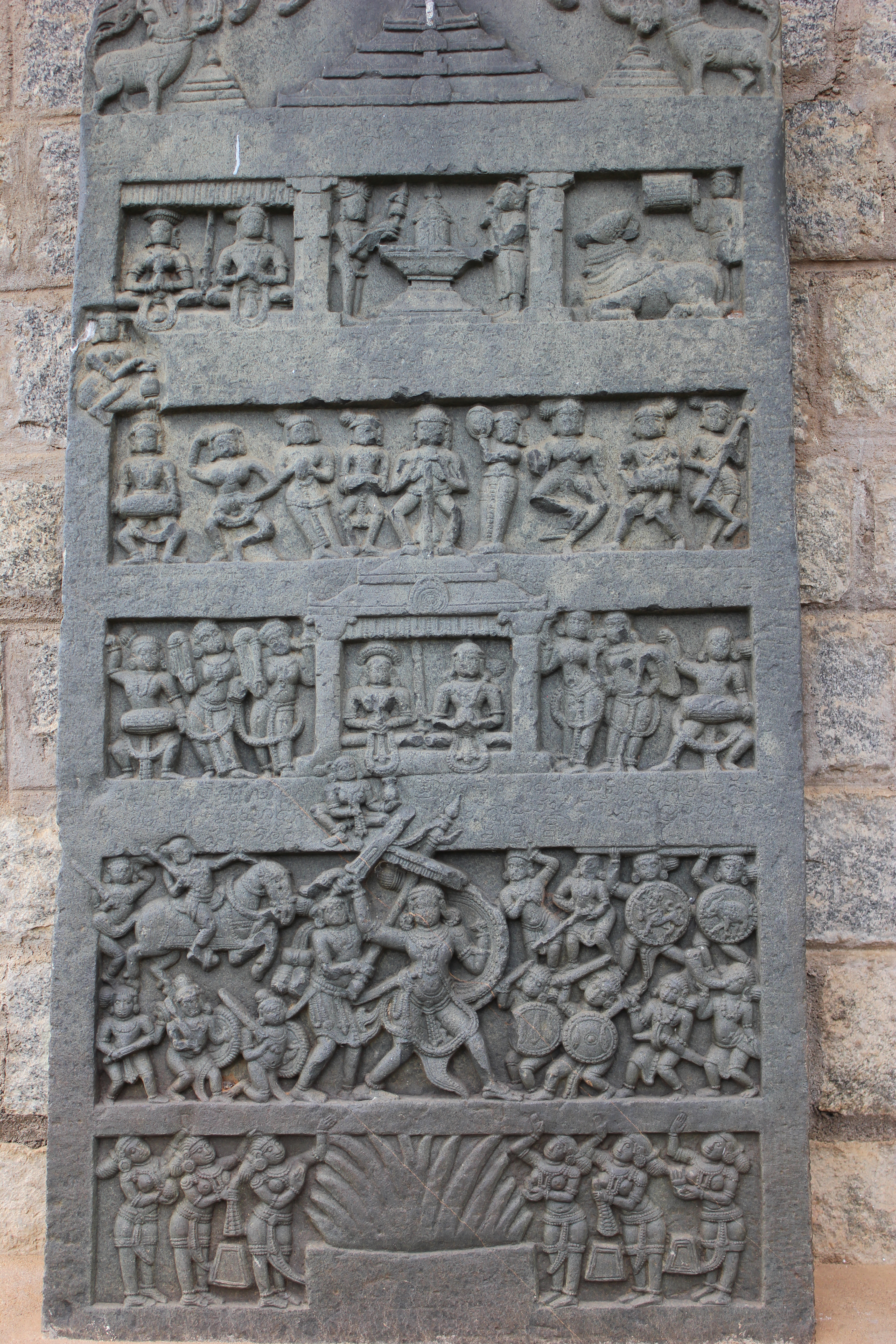
Héroe de piedra con inscripción en kannada antiguo datada en 1286, del gobierno del rey yadava Ramachandra en el templo Kedareshvara en Balligavi, en el distrito de Shimoga, estado de Karnataka

En el momento del ascenso de Bhillama V hacia 1175, sus soberanos nominales, los chalukyas, estaban ocupados luchando contra algunos de sus antiguos feudatarios, como los hoysalas y los kalachuris. Bhillama asaltó los territorios del norte de Gujarat y de los Paramaras, aunque estas invasiones no dieron lugar a anexiones territoriales. El gobernante de Naddula Chahamana Kelhana, que era un feudo de Gujarat, lo obligó a retirarse. Mientras tanto, el gobernador hoysala Ballala II invadió Kalyani, la capital de los chalukya, forzando a huir a Someshvara, el soberano de Bhillama.
Alrededor de 1187, Bhillama obligó a Ballala a retirarse, recuperó la antigua capital Kalyani y se declaró soberano. Según Jemadri Pandit, habría establecido la ciudad de Devagiri, que se convirtió en la nueva capital de los yadavas.
A finalees de la década de 1180, Ballala lanzó de nuevo una campaña contra Bhillama y derrotó decisivamente a su ejército en Soratur. Los yadavas fueron conducidos al norte de los ríos Malaprabha y Krishna, que pasaron a ser la frontera yadava-hoysala durante las siguientes dos décadas.

### Expansión imperial
El hijo de Bhillama, Jaitugi, invadió con éxito el reino Kakatiya alrededor de 1194 y los obligó a aceptar la soberanía yadava.
Simhana, el hijo de Jaitugi, que lo sucedió alrededor de 1200 o de 1210, es considerado como el mayor gobernante de la dinastía. En su apogeo, su reino probablemente se extendía desde el río Narmada, en el norte, hasta el río Tungabhadra, en el sur, y desde el mar Arábigo, en el oeste, hasta la parte occidental de la actual Andhra en el este. Lanzó una campaña militar contra los hoysalas (que estaban en guerra con los Pandya) y capturó una parte sustancial de su territorio. Los Rattas de Saundatti, que anteriormente habían reconocido la soberanía de los hoysala, se convirtieron en su feudo y lo ayudaron a expandir el poder de los yadavas hacia el sur. En 1215, Simhana invadió con éxito el reino norteño de Paramara. Según Jemadri, esta invasión ocasionó la muerte del rey paramara Arjunavarman, aunque esta afirmación es de dudosa veracidad. Alrededor de 1216, Simhana derrotó al rey de Kohalpur Shilahara Bhoja II, un antiguo feudatario, que había afirmado su soberanía. El reino de Shilahara, incluida su capital Kolhapur, fue anexionado al reino de los yadavas como resultado de esa victoria.
En 1220, Simhana envió un ejército a la región de Lata en el actual Gujarat, cuyos gobernantes cambiaron su lealtad entre los yadavas, los paramaras y los chaulukyas. El general Kholeshvara de Simhana mató al gobernante defensor Simha y capturó Lata. Simhana nombró luego al hijo de Simha, Shankha, como vasallo de los yadavas en Lata. Algún tiempo después, el general chaulukya Lavanaprasada invadió Lata y capturó la importante ciudad portuaria de Khambhat. La feudataria Shankha de Simhana invadió el territorio controlado por los chaulukyas dos veces, con su ayuda, pero se vio obligado a retirarse. El conflicto chaulukyas-yadavas llegó a su fin hacia 1232 con un tratado de paz. En la década de 1240, el nieto de Lavanaprasada, Visaladeva, usurpó el poder en Gujarat y se convirtió en el primer monarca de la dinastía Vagehla. Durante su reinado, las fuerzas de Simhana invadieron Gujarat sin éxito, y el general yadava Rama (un hijo de Kholeshvara) fue muerto en una batalla.
Varios feudatarios de los yadavas siguieron cambiando su lealtad entre los yadavas y los hoysalas, e intentaron afirmar su independencia cada vez que se les presentaba una oportunidad. El general Bichana de Simhana sometió a varios de esos jefes, incluidos los Rattas, los Guttas de Dharwad, los Kadambas de Hangal y los Kadambas de Goa. El rey kakatiya Ganapati lo sirvió como feudatario durante varios años, pero asumió la independencia hacia el final de su reinado. Sin embargo, Ganapati no adoptó una actitud agresiva hacia los yadavas, por lo que no ocurrió ningún conflicto importante entre las dos dinastías durante el reinado de Simhana.
Simhana fue sucedido por su nieto Krishna (alias Kannara), quien derrotó al invadido reino Paramara, que se había debilitado debido a las invasiones del Sultanato de Delhi. Derrotó al rey de Paramara en algún momento antes de 1250, aunque esa victoria no supuso ninguna anexión territorial. Krishna también intentó una invasión del Gujarat gobernado por Vaghela, pero ese conflicto no fue concluyente, reclamando ambas partes la victoria. También luchó contra los hoysalas; y de nuevo ambas partes reclaman la victoria en el conflicto.
El hermano menor y sucesor de Krishna, Mahadeva, frenó una rebelión de los Shilaharas del norte de Konkan, cuyo gobernante Someshvara había intentado afirmar su soberanía. Invadió el reino oriental de Kakatiya, aprovechando las rebeliones contra la reina Rudrama de Kakatiya, pero esa invasión parece haber sido rechazada. También invadió el sur del reino de los hoysalas, pero esa invasión fue rechazada por el rey hoysala, Narasimha II. Los feudatarios Kadamba de Mahadeva se rebelaron contra él, pero su rebelión fue reprimida por su general Balige-deva alrededor de 1268.
Mahadeva fue sucedido por su hijo Ammana, quien fue destronado por el hijo de Krishna, Ramachandra, después de un breve reinado en 1270. Durante la primera mitad de su reinado, Ramachandra adoptó una política agresiva contra sus vecinos. En la década de 1270, invadió el reino norteño de Paramara, que había sido debilitado por las luchas internas, y fácilmente derrotó al ejército paramara. El ejército yadava también estuvo involucrado en escaramuzas contra sus vecinos del noroeste, los Vaghelas, reclamando ambas partes la victoria. En 1275, envió un poderoso ejército dirigido por Tikkama al reino de los hoysalas. Tikkama reunió un gran botín de esa invasión, aunque finalmente, su ejército se vio obligado a retirarse en 1276. Ramachandra perdió algunos de sus territorios, incluido Raichur, frente a los kakatiyas.
La inscripción de Purushottamapuri de Ramachandra sugiere que él expandió el reino yadava en su frontera noreste. Primero, subyugó a los gobernantes de Vajrakara (probablemente Vairagarh moderno) y Bhandagara (Bhandara moderno). Luego, marchó al extinto reino de Kalachuri y ocupó su antigua capital, Tripuri (Tewar moderno cerca de Jabalpur). También construyó un templo en Varanasi, lo que sugiere que pudo haber ocupado Varanasi durante 2-3 años, en medio de la confusión causada por la invasión del reino local de Gahadavala por parte del sultanato de Delhi. Él aplastó una rebelión de los feudatarios de los yadavas en Khedy Sangameshwar en Konkan.

### Declive
Ramachandra parece haber enfrentado a las invasiones musulmanas (llamados "mlechchhas" o "turukas") desde la década de 1270, porque una inscripción de 1278 lo describe como «Gran Jabalí por proteger la tierra de la opresión de los turcos». El primer ministro historiador Joshi descarta esto como un reclamo jactancioso, y teoriza que puede haber «castigado a algunos funcionarios musulmanes» en la región costera entre Goa y Chaul. En 1296, Ala-ud-din Khilji del sultanato de Delhi atacó con éxito Devagiri. Khilji lo devolvió a Ramachandra a cambio de su promesa de pago de un alto rescate y de un tributo anual. Sin embargo, eso no fue pagado y los atrasos del reino de Seuna a Khilji siguieron aumentando. En 1307, Khilji envió un ejército al mando de Malik Kafur, acompañado por Khwaja Haji, a Devagiri. Los gobernantes musulmanes de Malwa y de Gujarat recibieron la orden de ayudar a Malik Kafur. Su enorme ejército, casi sin una batalla, conquistó a las fuerzas ya debilitadas de Devagiri. Ramachandra fue llevado a Delhi. Khilji reinstaló a Ramachandra como gobernante a cambio de su promesa de ayudarle a someter a los reinos hindúes del sur de la India. En 1310, Malik Kafur montó un asalto al reino de Kakatiya desde Devagiri.
El sucesor de Ramachandra, Simhana III, desafió la supremacía de Khilji, que envió de nuevo a Malik Kafur a recuperar Devagiri en 1313. Simhana III fue muerto en la batalla que siguió y el ejército de Khilji ocupó Devagiri. El reino fue anexionado por el sultanato de Khilji en 1317. Muchos años después, Muhammad bin Tughluq, de la dinastía Tughluq del sultanato de Delhi, renombró la ciudad como Daulatabad.

## Gobernantes de la dinastía Seuna
- Feudatarios del imperio Chalukya occidental de Kalyani

- Dridhaprahara
- 850-874: Seunachandra
- 874-900: Dhadiyappa
- 900-925: Bhillama I
- 950-974.: Vadugi (Vaddiga)
- 974-975: Dhadiyappa II
- 975-1005: Bhillama II
- 1005-1020: Vesugi I
- 1020-1055: Bhillama III
- 1055-1068: Vesugi II
- 1068: Bhillama III
- 1068-1085: Seunachandra II
- 1085-1115: Airamadeva
- 1115-1145: Singhana I
- 1145-1150: Mallugi I
- 1150-1160: Amaragangeyya
- 1160: Govindaraja
- 1160-1165: Amara Mallugi II
- 1165-1173: Kaliya Ballala

- Reino independiente:

- 1173-1192: Bhillama V
- 1192-1200: Jaitugi Yo
- 1200-1247: Sinhhana II
- 1247-1261: Kannara
- 1261-1271: Mahadeva
- 1271: Amana
- 1271-1311: Ramachandra (Ramadeva)

- Dinastía Khilji:

- 1311-1313: Singhana III (Shankaradeva)
- 1313-1317: Harapaladeva